# 茶美豚
茶美豚（ちゃーみーとん）とは、日本のブランド豚の銘柄名。鹿児島県の特産品。チャーミーポークと呼ばれることもある。
鹿児島県以外での飼育も行われているため、鹿児島産を区別するため薩摩茶美豚、鹿児島茶美豚と呼ぶこともある。

## 概要
品種的には、大ヨークシャー種、デュロック種、ランドレース種の三元交配種が飼育されていることが多い。
消費者の健康志向に対応した商品として、かごしま黒豚に続くブランド豚を産み出すために1994年からJA鹿児島県経済連で試験飼育が行われた。
JA鹿児島の広報資料によれば、通常の豚肉と比較して以下の特徴が挙げられている。
- ビタミンEが多い
- イノシン酸（うま味成分）が多い

日本国内にブランド豚、銘柄豚は多数あり中には一般販売がされていない銘柄もあるが、茶美豚は地元の鹿児島に限って言えば、スーパーなどで普通に販売されている。

## 飼育法
茶（緑茶粉末、カテキン）を食べさせていることが最大の特色に挙げられる。
飼料用米を食べさせている他、穀物飼料（トウモロコシ、キャッサバ（鹿児島ではサツマイモ）、大麦）を主原料に、茶（カテキン）を加えた「茶美豚専用飼料」を出荷前の2箇月から与えている。

## 肉質
茶を食べさせていることの効果は定かではないが、「脂がしっかりついていながら、サラッとしている」と中国茶評論家の工藤佳治は評している。